# Milan Friedl
Milan Friedl (13. března 1931, Brno – 2. října 2009, Praha) byl herec, umělecký recitátor, dramaturg, scenárista, redaktor, pedagog, moderátor hudebních pořadů, zakladatel a ředitel Lyry Pragensis.

## Život

### Rodinný původ, studia a začátky
Milan Friedl se narodil 13. března 1931 v Brně jako syn úředníka a posléze ředitele pojišťovny a sběratele exlibris Antonína Friedla (1890–1958). V letech 1946 až 1950 absolvoval studium herectví na pražské DAMU. Svoji profesní kariéru hned na počátku směřoval k uměleckému přednesu a recitaci, jenž (spolu s hlasovou technikou a kulturou řeči) také přednášel po dobu mnoha let na dramatickém oddělení pražské konzervatoře a také na DAMU v Praze. Milan Friedl působil nejprve v pražském Ústředním loutkovém divadle, poté v Divadle hudby či v pražské Estrádě.

### Spolupráce s rozhlasem a televizí
Od padesátých let dvacátého století soustavně spolupracoval s československým rozhlasem a československou televizí především jako recitátor a moderátor hudebních pořadů. Měl kultivovaný, lyrický hlas, jejž uplatňoval ve stovkách rozhlasových a televizních pořadů. Ve spojení se svým odborným rozhledem byl znám (a divácky kladně přijímán) jako seriózní moderátor hudebních pořadů např. televizního cyklu „Hudba z respiria“, také moderoval přenosy z hudebních festivalů Pražské jaro nebo přenosy z Bratislavských hudebních slavností. Jeho hlas zazníval i v řadě krátkých či hraných filmů.
Za všechny jeho filmové role možno jmenovat např. roli příslušníka Sboru národní bezpečnosti (SNB) v detektivním psychologickém dramatu – filmu „Křižovatky“ (režie: Pavel Blumenfeld, 1959) nebo jeho roli studenta při promoci ve filmovém dramatu „Všude žijí lidé“ (Režie: Štěpán Skalský a Jiří Hanibal, 1960) Milan Friedl si také zahrál v TV seriálu Třicet případů majora Zemana (režie: Jiří Sequens, 1974) a v životopisném dokumentu o Jiřině Švorcové z rozsáhlého TV pořadu – cyklu „Po stopách hvězd“ (režie: Marek Škarpa, 2008), kde účinkoval jako její kolega a spolužák.

### Lyra Pragensis
V roce 1967 založil Milan Friedl komorní sdružení pro hudbu, poezii a výtvarné umění. Jednalo se o divadelní útvar Lyra Pragensis a toto sdružení prakticky až do konce svého života vedl (v letech 1967 až 1998 vykonával funkci předsedy umělecké rady a funkci ředitele; od roku 1999 pak zastával funkci hlavního dramaturga a zároveň tu působil jako odpovědný redaktor v Lyře Pragensis vydávaných bibliofilských a grafických edic). Milanu Friedlovi se podařilo z Lyry Pragensis postupně vytvořit elitní kulturní centrum, ve špičkové interpretaci zde uváděl ideově a esteticky působivá díla s nadčasovým vyzněním, vydával zde také četné bibliofilské a kolibří tisky, grafické listy (jakož i např. čtyři soubory exlibris). V průběhu 70. a 80. let 20. století poskytla Lyra Pragensis útočiště umělcům perzekvovaným normalizačním komunistickým režimem, například části souboru zrušeného Divadla za branou v čele s Marií Tomášovou.

### Po sametové revoluci
Po sametové revoluci v roce 1989 se Milan Friedl podílel na obnově zednářského hnutí v Československu. V roce 1991 založil Nadaci Lyra Pragensis, jež se v roce 2001 s Friedlovým přičiněním transformovala  do nadačního fondu Polyhymnia. V roce 2007 (dva roky před svou smrtí) byl Milan Friedl zvolen předsedou Výboru národní kultury (což bylo občanské sdružení usilující o zachování kontinuity české kultury). Milan Friedl zemřel 2. října roku 2009 v Praze po dlouhé a těžké nemoci ve věku 78 let.
Za celoživotní službu české literatuře obdržel Milan Friedl v roce 2009 Cenu Unie českých spisovatelů.